# Voraptus tenellus
Espèce
Synonymes
- Dendrolycosa tenella Simon, 1893

Statut de conservation UICN

 CR B2ab(iii) : 
En danger critique
Voraptus tenellus est une espèce d'araignées aranéomorphes de la famille des Pisauridae.

## Distribution
Cette espèce est endémique des Seychelles. Elle se rencontre sur Mahé et Silhouette.

## Description
Le mâle holotype mesure 5,5 mm.
La femelle décrite par Benoit en 1978 mesure 10,6 mm.

## Systématique et taxinomie
Cette espèce a été décrite sous le protonyme Dendrolycosa tenella par Simon en 1893. Elle est placée dans le genre Voraptus par Simon en 1898.

## Publication originale
- Simon, 1893 : « Arachnides. Mission scientifique de M. Ch. Alluaud aux îles Seychelles (mars, avril, mai 1892). » Bulletin de la Société Zoologique de France, vol. 18, p. 204-211 (texte intégral).